# Крвни притисак
Артеријски крвни притисак (лат. tensio arterialis) је сила којом циркулишућа крв делује на јединицу површине крвног суда, а која настаје услед контракција срчане мускулатуре и последичног потискивања крви кроз кардиоваскуларни систем. Са аспекта физике, висина крвног притиска (P) зависи од ударног волумена крви леве коморе срца (Q) и периферног отпора у крвним судовима (R):
При сваком избацивању крви из леве срчане коморе притисак расте, док исти полако опада у периоду између две контракције када се крв улива из преткомора у коморе и срце припрема за нову контракцију. Из тог разлога се одређују две вредности: горњи (систолни)  и доњи (дијастолни)  крвни притисак. Вредности добијене мерењем помоћу различитих инструмената се односе на притисак у крвним судовима на нивоу срца, јер он није исти у свим деловима тела услед хидростатског ефекта и бројних других чинилаца.
Стандардна јединица којом се изражава крвни притисак је милиметар живиног стуба (mmHg), мада се некад користе и друге јединице попут килопаскала (kPa), центиметра воденог стуба итд. Крвни притисак је променљив, мења се током дана и ноћи и подложан је многим спољним и унутрашњим факторима. Те промене су последица активације бројних механизама којима организам настоји одржати одговарајући проток зависно од променљивих животних услова. По мишљењу бројних експерата, нормалан крвни притисак код човека креће се око 120/80 или ниже.

## Мерење крвног притиска
За мерење крвног притиска се користе различите методе, које се могу поделити у две основне категорије: инвазивне и неинвазивне. Инвазивне методе су у принципу знатно прецизније и поузданије, али се због свог карактера веома ретко примењују на људима. Углавном се користе на експерименталним животињама у сврху разних научних истраживања. Неинвазивне методе остављају више простора за појаву грешке и добијање „лажних“ резултата, али се широко примењују управо због једноставности примене и потпуно безболне и безопасне процедуре мерења.

### Аускултациона метода
У клиничкој пракси се најчешће примењује аускултациона метода и у ту сврху се користи живин или неки други сфигмоманометар (инструмент за мерење притиска). Код живиног манометра вредности се очитавају на скали са живиним стубом, док други сфигмоманометри користе показивач са казаљком или електричним екраном.
Манжетна се пласира на надлактицу и затегне тако да приања уз руку, док се стетоскоп ставља на прегиб лакта у пределу кубиталне артерије. Помоћу пумпице се повећава притисак у манжетни до момента када је крвни суд у потпуности компримован и када се више не чују откуцаји срца. Након овога, вентил се полако отпушта и у тренутку када се систолни притисак изједначи са притиском у манжетни јављају се први звукови (тзв. Коротковљеви тонови). О тачном разлогу њиховог појављивања постоје бројне теорије, али се верује да су изазвани приливом крви која нагло удара у зидове крвног суда, изазива турбулентни ток и производи вибрације које се преносе до стетоскопа. Са даљим смањивањем притиска, мења се и карактер Коротковљевих тонова који постају све дубљи. У тренутку када се они у потпуности изгубе, дијастолни притисак се изједначио са притиском у манжетни и крвна струја поново тече равномерно не узрокујући даље вибрације.
Очитавањем вредности на скали или екрану у тренутку појављивања и губитка ових тонова, добија се вредност крвног притиска која не одступа од стварних вредности за више од 10%.

### Остале методе
Једна од метода која се у последње време често користи је мерење притиска помоћу електричних (дигиталних) апарата. Они су прилично једноставни за употребу, али остављају већу могућност за грешку.
Апарат се ставља на ручни зглоб и сам удувава и издувава ваздух из манжетне. Резултати се потом приказују на екрану, а осим вредности крвног притиска добија се и вредност пулса. Независна удружења за борбу против повишеног крвног притиска препоручују самомерење притиска електричним апаратима зато што коришћење ових уређаја не захтева претходну обуку.
Палпаторна метода - ретко се користи, јер омогућава тачно одређивање само вредности систолног притиска.

## Вредности притиска
Вредност притиска је променљива, зависи од доба дана и подложна је утицају спољашњих и унутрашњих фактора. Те промене су последица активирања бројних механизама којима организам покушава да одржи одговарајући проток крви зависно од тренутних потреба организма. Вредности артеријског крвног притиска зависе од стања срца, количине и вискозитета крви и еластичности крвних судова.
Непосредно након рођења систолни притисак обично износи око 40 mmHg, а током првог месеца живота расте на приближно 70 mmHg. Код просечног здравог младог човека, у периоду мировања, систолни притисак се креће око 120 а дијастолни око 80 mmHg. Ове вредности остају углавном непромењене до средине двадесетих година, а онда се обично постепено пењу. Код просечног шездесетогодишњака систолни притисак износи око 140, а код просечног осамдесетогодишњака око 160 mmHg.
Сматра се да „нормалан“ крвни притисак износи око 120/80 mmHg. Систолни (максимални, горњи) крви притисак код нормалне здраве особе износи 120-140 mmHg (15,96-18,62kPa). Вредности дијастолног (минимални, доњи) крвног притиска код нормалне здраве особе износе 60-80 mmHg (7,98-10,64kPa). Ипак, оно што је нормално за једну не мора бити нормално за другу особу исте старости. Неки појединци имају нешто ниже или више вредности притиска што је последица грађе њиховог тела. То је физиолошко стање и само по себи не значи болест.
Клод Бернар (фр. Claude Bernard) је још 1872. године истакао значај регулације крвног притиска, ради одржавања стабилности и састава ванћелијске течности и нормалног садржаја и активности ћелија свих ткива.

### Средњи притисак
Средњи артеријски притисак је просечна вредност свих притисака мерених у кратким временским интервалима током одређеног периода. Он није једнак средини између систолног и дијастолног притиска, јер крвни притисак током већег дела срчаног циклуса остаје ближи дијастолном (доњем) притиску. Средњи притисак је обично одређен 60% дијастолним и 40% систолним притиском.

## Хипертензија
Вредности артеријског крвног притиска преко 140/90 mmHg, код особа старијих од 18 година које не узимају лекове, сматрају се повишеним. Хипертензија је један од три основна фактора ризика коронарних срчаних болести (заједно са гојазношћу и пушењем). Осим тога, у компликације изазване хипертензијом убрајају се и отказивање бубрега, мождани удар, деменција, оштећење вида и друга системска обољења. Процењује се да сваки пети човек има повишени крвни притисак, а да трећина њих тога чак није ни свесна.
| Категорија                      | Систолни притисак () | Дијастолни притисак () |
| ------------------------------- | -------------------- | ---------------------- |
| Оптималан притисак              | <120                 | <80                    |
| Нормалан притисак               | 120-129              | 80-84                  |
| Повишен притисак                | 130–139              | 85–89                  |
| Блага хипертензија              | 140–159              | 90–99                  |
| Умерена хипертензија            | 160–179              | 100–109                |
| Тешка хипертензија              | ≥180                 | ≥110                   |
| Изолована систолна хипертензија | ≥140                 | <90                    |

### Типови хипертензије
Систолни тип – карактерише га само повишен систолни крвни притисак док су вредности дијастолног притиска нормалне. Најчешће се јавља код артериосклерозе.
Конвергентни тип – карактерише се повећањем и систолног и дијастолног притиска (есенцијална и ренална хипертензија).

Дивергентни тип – карактерише га повишен систолни а снижен дијастолни притисак (код хипертиреозе, инсуфицијенције аорте).

## Хипотензија
Низак крвни притисак се дефинише као вредност крвног притиска који је нижи од нормално очекиваног за поједину особу у одговарајућим условима. Мишљења стручњака се разликују - од оних који хипотензију не сматрају болешћу до оних који је сматрају потенцијално озбиљним, добро дефинисаним стањем које захтева лечење и редовну контролу.
У стручној литератури се хипотензија дефинише као стање у коме је вредност крвног притиска испод 100/60 mmHg (измерен више пута у амбулантним условима) уз постојање одређених симптома (умор, поремећај сна, вртоглавица, несвестице, анксиозност или депресија, осећај јаког лупања срца, знојење итд).

## Галерија
- Апарат за мерење пулса и крвног притиска, Boulitte Pariz